# Paul Kariya

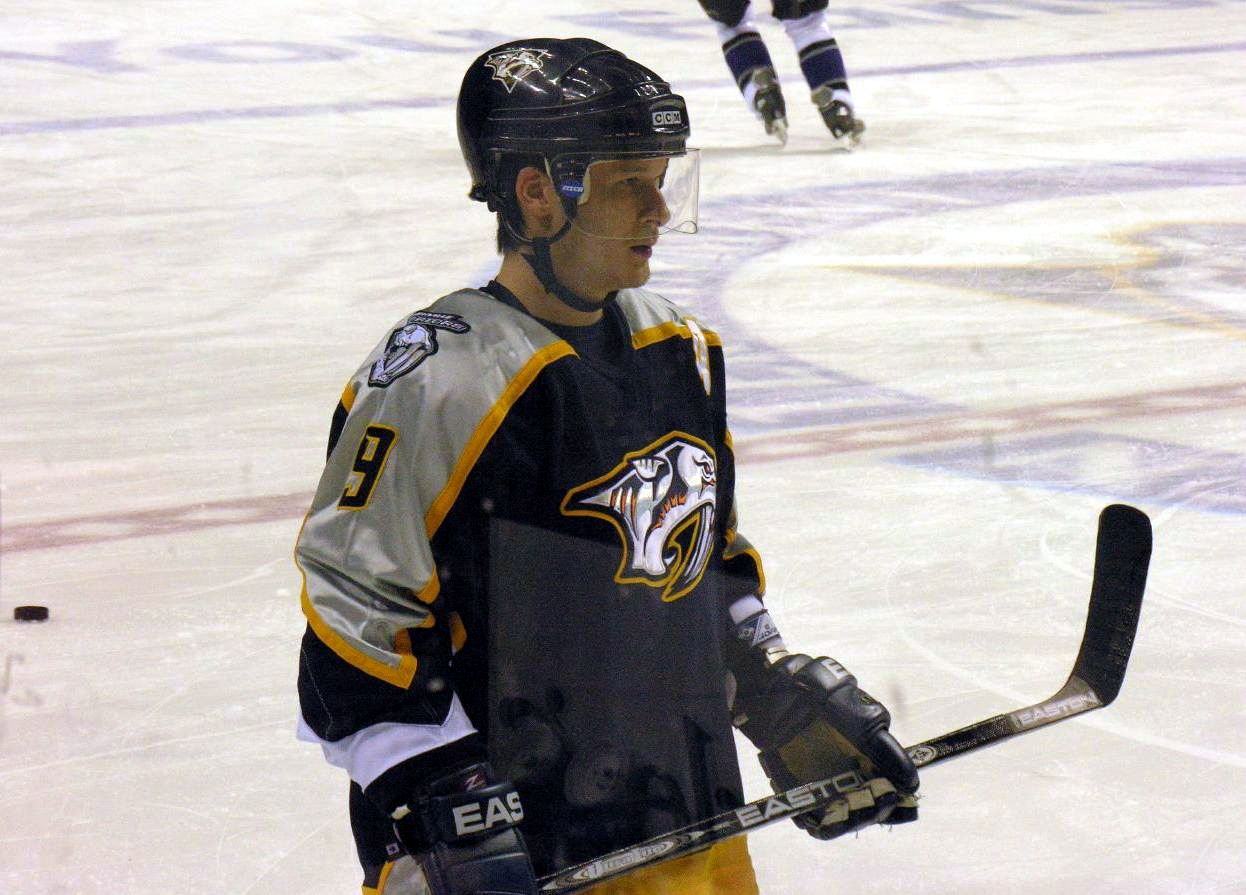
Paul Kariya i Nashville Predators.

Paul Tetsuhiko Kariya, född 16 oktober, 1974 i Vancouver i British Columbia, är en kanadensisk före detta professionell ishockeyspelare. Han spelade säsongen 2009–10 i NHL-laget St. Louis Blues men meddelade officiellt den 29 juni 2011 att han avslutar sin karriär som spelare på grund av sviter från flera hjärnskakningar. Kariya stod över säsongen 2010–11 på grund av hjärnskakningarna.

## Biografi
Paul Kariyas karriär började i ishockeylaget Maine Black Bears på University of Maine där han blev utsedd till bäste spelare efter att ha gjort otroliga 100 poäng på 39 matcher. Därefter draftades han som 4:e spelare totalt av Mighty Ducks of Anaheim i 1993 års NHL-draft.
1994 var han med i OS i Lillehammer där Kanada förlorade på straffar mot Sverige i finalen. Kariya slog Kanadas sista och avgörande straff som Tommy Salo räddade med en benparad. Senare under året var han med i det kanadensiska lag som vann VM, där Paul Kariya även utsågs till bästa forward.
Säsongen 1994–95 debuterade Kariya i NHL och gjorde 18 mål och 21 assist för totalt 39 poäng på 47 matcher. Han nådde sin topp under sin andra säsong, 1995–96, då han gjorde 50 mål och 58 assist för 108 poäng. Säsongerna 1995–96 och 1996–97 belönades han med Lady Byng Trophy som ligans mest sportsliga spelare. Under de två åren, hans andra och tredje säsong i NHL, hade han inte mer än sammanlagt 26 utvisningsminuter.
2003 värvades han till Colorado Avalanche, där det bara blev en säsong, och 2005 gick han till Nashville Predators. Sommaren 2007 skrev han på ett kontrakt som löpte över tre år med St. Louis Blues.
Kariya missade både World Cup 1996 och OS 1998 på grund av skador. OS 2002 var han dock skadefri och var med och tog guld med Kanada. Det blev inte några fler landskamper.
Kariya hade fram till säsongen 2010–11 spelat 989 grundseriematcher i NHL och gjort 402 mål och 587 assist för totalt 989 poäng. Han gjorde 101 poäng säsongen 1998–99 samt 99 poäng säsongen 1996–97.
I augusti 2010 meddelade Kariya via sin agent att han inte kommer att spela säsongen 2010–11 på grund av hjärnskakning.
Paul har två yngre bröder, Steve och Martin, som också är ishockeyspelare. Hans syster Noriko är en duktig boxare.

## Meriter
- Lady Byng Memorial Trophy – 1995, 1996
- OS 2002 – Guld
- OS 1994 – Silver
- VM 1994 – Guld
- VM 1996 – Silver

## Statistik

### Klubbkarriär
| 1992–93    | Maine Black Bears       | HE         | 39  | 25  | 75  | 100 | 12  | —  | —  | —  | —  | —  |
| 1993–94    | Maine Black Bears       | HE         | 12  | 8   | 16  | 24  | 4   | —  | —  | —  | —  | —  |
| 1994–95    | Mighty Ducks of Anaheim | NHL        | 47  | 18  | 21  | 39  | 4   | —  | —  | —  | —  | —  |
| 1995–96    | Mighty Ducks of Anaheim | NHL        | 82  | 50  | 58  | 108 | 20  | —  | —  | —  | —  | —  |
| 1996–97    | Mighty Ducks of Anaheim | NHL        | 69  | 44  | 55  | 99  | 6   | 11 | 7  | 6  | 13 | 4  |
| 1997–98    | Mighty Ducks of Anaheim | NHL        | 22  | 17  | 14  | 31  | 23  | —  | —  | —  | —  | —  |
| 1998–99    | Mighty Ducks of Anaheim | NHL        | 82  | 39  | 62  | 101 | 40  | 3  | 1  | 3  | 4  | 0  |
| 1999–00    | Mighty Ducks of Anaheim | NHL        | 74  | 42  | 44  | 86  | 24  | —  | —  | —  | —  | —  |
| 2000–01    | Mighty Ducks of Anaheim | NHL        | 66  | 33  | 34  | 67  | 20  | —  | —  | —  | —  | —  |
| 2001–02    | Mighty Ducks of Anaheim | NHL        | 82  | 32  | 25  | 57  | 28  | —  | —  | —  | —  | —  |
| 2002–03    | Mighty Ducks of Anaheim | NHL        | 82  | 25  | 56  | 81  | 48  | 21 | 6  | 6  | 12 | 6  |
| 2003–04    | Colorado Avalanche      | NHL        | 51  | 11  | 25  | 36  | 22  | 1  | 0  | 1  | 1  | 0  |
| 2005–06    | Nashville Predators     | NHL        | 82  | 31  | 54  | 85  | 40  | 5  | 2  | 5  | 7  | 0  |
| 2006–07    | Nashville Predators     | NHL        | 82  | 24  | 52  | 76  | 36  | 5  | 0  | 2  | 2  | 2  |
| 2007–08    | St. Louis Blues         | NHL        | 82  | 16  | 49  | 65  | 50  | —  | —  | —  | —  | —  |
| 2008–09    | St. Louis Blues         | NHL        | 11  | 2   | 13  | 15  | 2   | —  | —  | —  | —  | —  |
| 2009–10    | St. Louis Blues         | NHL        | 75  | 18  | 25  | 43  | 36  | —  | —  | —  | —  | —  |
| NHL totalt | NHL totalt              | NHL totalt | 989 | 402 | 587 | 989 | 399 | 46 | 16 | 23 | 39 | 12 |
| HE totalt  | HE totalt               | HE totalt  | 51  | 33  | 91  | 124 | 16  | —  | —  | —  | —  | —  |